# Autobiografia di un artista burbero
Autobiografia di un artista burbero è un'autobiografia scritta dall'attore, regista teatrale, scrittore e commediografo (ma anche pittore e scultore) Arnoldo Foà (classe 1916, nato a Ferrara ma cresciuto a Firenze). È stata pubblicata per i tipi della Sellerio Editore nel 2009.
Il testo è reso, in termini di contenuti, fino al 2001 ed è stato redatto dall'autore quasi in forma di diario sia pure non cronologicamente, ovvero scritto secondo una precisa scansione temporale, con indicazione se non delle date quantomeno dei periodi storici di riferimento.

## L'uomo
Nell'autobiografia spogliata al massimo dal rischio di possibili sentimentalismi e nostalgie, il popolare interprete teatrale, cinematografico e televisivo (in numerose produzioni di prosa e di sceneggiati televisivi) racconta in maniera aneddotica la sua vita, dall'infanzia trascorsa all'interno di una famiglia borghese (il padre Valentino faceva il negoziante di ferramenta) e contraddistinta dal non sempre facile rapporto con la madre Dirce, all'adolescenza  a fianco del fratello maggiore Piero, ai difficili inizi avvenuti sotto il regime fascista e resi ancor più difficoltosi per lui, ebreo, dalle leggi razziali fasciste che lo costrinsero, per poter lavorare, a celarsi più volte dietro pseudonimi.
Foà - artista a tutto tondo che decise di fare l'attore per girare il mondo - dà conto nel libro della sua (intensa e spesso complicata) vita sentimentale che lo ha visto unito (quattro volte coniugato) a differenti donne, da cui ha avuto complessivamente sei figlie. Questa sezione del racconto si spinge fino al periodo in cui egli, dopo essersi disfatto pressoché di ogni avere, lasciò l'Italia per trasferirsi a vivere con la compagna del tempo nelle isole Seychelles (l'esperienza terminerà poi anni dopo con il rientro in Europa).
Ugualmente, il libro è ricco di episodi concernenti la carriera di Foà, dagli inizi turbati dagli spostamenti nell'Italia in fiamme degli anni 1943-1945 (con i forzati trasferimenti da nord a sud, segnatamente nella Napoli delle quattro giornate, per porsi in salvo dalle persecuzioni naziste), fino agli incontri - spesso determinanti, in chiave di carriera futura - con popolari colleghi, attori e registi, fra cui Orson Welles e, poi, Alain Delon. Sotto questo aspetto il libro costituisce anche uno spaccato sull'Italia e sul mondo dello spettacolo fra gli anni trenta e gli anni ottanta.

## L'artista
Secondo il progetto editoriale, il libro intende rappresentare più che un'autobiografia in senso stretto, una serie di ricordi, "eccentrici lampi di vissuto" tendenti a "ricreare l'intensità di un rapporto umano" (dell'attore con il suo pubblico, dell'uomo con coloro che gli sono stati via via d'intorno). Viene, così, rivalutata "l'importanza di un incontro minore, il sarcasmo o lo sgarbo inferto a qualcuno che lo meritava anche se pericolosamente potente".
Quello che emerge è - alla luce di quanto sopra - "un artista dell'esistenza" piuttosto che "un artista dello spettacolo": un uomo, in sostanza, burbero con se stesso e con gli altri, ma "appassionato e vitalmente egoista come tutti gli artisti".
Scrive in explicit l'autore: